# Cykelrute 3053 (Tjekkiet)
Cykelrute 3053 er en cykelrute i Tjekkiet, der løber fra byen Mařenice (rutens nordøstlige punkt) over Cvikov, Nový Bor, Česká Lípa til Provodín, som er rutens sydligste punkt. Ruten tilslutter til bl.a. Cykelrute 3054 og Cykelrute 21. Ruten forløber mestendels på stier eller småveje, mens den i byerne løber på gængse veje. 